# Copa Europea femenina de Fútbol Playa 2018
La Copa Europea femenina de fútbol playa de 2018 fue la tercera edición de la Copa Europea femenina de Fútbol Playa, un campeonato anual europeo de fútbol playa para seleccionados nacionales femeninos, organizado por la Beach Soccer Worldwide (BSWW). Fue disputado del 6 al 8 de julio en Nazaré (Portugal).

## Participantes
| Equipos participantes | Equipos participantes | Equipos participantes |
| --------------------- | --------------------- | --------------------- |
| República Checa       | Inglaterra            | Países Bajos          |
| Rusia                 | España                | Suiza                 |

## Fase de grupos

### Grupo A
| Equipo          | PJ | PG | PG+ | PG++ | PP | GF | GC | Dif. | PTS |
| --------------- | -- | -- | --- | ---- | -- | -- | -- | ---- | --- |
| España          | 2  | 2  | 0   | 0    | 0  | 12 | 0  | +12  | 6   |
| Inglaterra      | 2  | 1  | 0   | 0    | 1  | 5  | 6  | –1   | 3   |
| República Checa | 2  | 0  | 0   | 0    | 2  | 2  | 13 | –11  | 0   |

| Fecha              | Lugar  |            |                       | Resultado |                            |                 |
| ------------------ | ------ | ---------- | --------------------- | --------- | -------------------------- | --------------- |
| 6 de junio de 2018 | Nazaré | Inglaterra | Bandera de Inglaterra | 5:2       | Bandera de República Checa | República Checa |
| 7 de junio de 2018 | Nazaré | España     | Bandera de España     | 8:0       | Bandera de República Checa | República Checa |
| 7 de junio de 2018 | Nazaré | Inglaterra | Bandera de Inglaterra | 0:4       | Bandera de España          | España          |

### Grupo B
| Equipo       | PJ | PG | PG+ | PG++ | PP | GF | GC | Dif. | PTS |
| ------------ | -- | -- | --- | ---- | -- | -- | -- | ---- | --- |
| Rusia        | 2  | 2  | 0   | 0    | 0  | 14 | 8  | +6   | 6   |
| Suiza        | 2  | 1  | 0   | 0    | 1  | 9  | 10 | –1   | 3   |
| Países Bajos | 2  | 0  | 0   | 0    | 2  | 4  | 9  | –5   | 0   |

| Fecha              | Lugar  |              |                             | Resultado |                             |              |
| ------------------ | ------ | ------------ | --------------------------- | --------- | --------------------------- | ------------ |
| 6 de junio de 2018 | Nazaré | Suiza        | Bandera de Suiza            | 6:8       | Bandera de Rusia            | Rusia        |
| 7 de junio de 2018 | Nazaré | Países Bajos | Bandera de los Países Bajos | 2:6       | Bandera de Rusia            | Rusia        |
| 7 de junio de 2018 | Nazaré | Suiza        | Bandera de Suiza            | 3:2       | Bandera de los Países Bajos | Países Bajos |

## Fase final

### Disputa del quinto lugar
| Fecha              | Lugar  |              |                             | Resultado  |                            |                 |
| ------------------ | ------ | ------------ | --------------------------- | ---------- | -------------------------- | --------------- |
| 8 de junio de 2018 | Nazaré | Países Bajos | Bandera de los Países Bajos | 1:2 (pró.) | Bandera de República Checa | República Checa |

### Disputa del tercer lugar
| Fecha              | Lugar  |       |                  | Resultado |                       |            |
| ------------------ | ------ | ----- | ---------------- | --------- | --------------------- | ---------- |
| 8 de junio de 2018 | Nazaré | Suiza | Bandera de Suiza | 6:3       | Bandera de Inglaterra | Inglaterra |

### Final
| Fecha              | Lugar  |       |                  | Resultado |                   |        |
| ------------------ | ------ | ----- | ---------------- | --------- | ----------------- | ------ |
| 8 de junio de 2018 | Nazaré | Rusia | Bandera de Rusia | 2:0       | Bandera de España | España |

## Premios
Después de la final, se entregaron los siguientes premios.

### Campeón
| Copa Europea femenina de Fútbol Playa 2018 |
| ------------------------------------------ |
| Bandera de Rusia                           |
| Rusia 1º Título                            |

### Premios individuales
| Goleadora           |
| ------------------- |
| Anastasia Gorshkova |
| 5 goles             |
| Mejor jugadora      |
| Marina Fedorova     |
| Mejor portera       |
| Maria Jose Pons     |

## Goleadoras
| Jugador             | Selección | Goles |
| ------------------- | --------- | ----- |
| Anastasia Gorshkova | Rusia     | 5     |
| Natalia Zaitseva    | Rusia     | 4     |
| Andrea Miron        | España    | 4     |
| Alba Mellado        | España    | 3     |
| Andrea Morger       | Suiza     | 3     |
| Marina Fedorova     | Rusia     | 3     |

## Clasificación general
| Equipo | Equipo          | PJ | PG | PG+ | PG++ | PP | GF | GC | Dif. | Pts |
| ------ | --------------- | -- | -- | --- | ---- | -- | -- | -- | ---- | --- |
| 1      | Rusia           | 3  | 3  | 0   | 0    | 0  | 16 | 8  | +8   | 9   |
| 2      | España          | 3  | 2  | 0   | 0    | 1  | 12 | 2  | +10  | 6   |
| 3      | Suiza           | 3  | 2  | 0   | 0    | 1  | 15 | 13 | +2   | 6   |
| 4      | Inglaterra      | 3  | 1  | 0   | 0    | 2  | 8  | 12 | -4   | 3   |
| 5      | República Checa | 3  | 0  | 1   | 0    | 2  | 4  | 14 | -10  | 2   |
| 6      | Países Bajos    | 3  | 0  | 0   | 0    | 3  | 5  | 11 | -6   | 0   |